# Concours Eurovision de la chanson 1975
- Pays participants
- Pays ayant participé dans le passé

Brighton 1974 La Haye 1976
Le Concours Eurovision de la chanson 1975 fut la vingtième édition du concours. Il se déroula le samedi 22 mars 1975, à Stockholm, en Suède.  Il fut remporté par les Pays-Bas, avec la chanson Ding-a-dong, interprétée par Teach-In. Le Royaume-Uni termina deuxième et l'Italie, troisième.

## Organisation
La Suède, après avoir remporté l'édition 1974 avec le groupe Abba et la chanson Waterloo, se chargea de l’organisation de l’édition 1975. 
Les mesures de sécurité durent être considérablement renforcées, à la suite de menaces terroristes émises par la RAF. Finalement, ce fut l'ambassade de la République Fédérale d'Allemagne à Stockholm qui fut victime, un mois plus tard, de l'attentat et d'une sanglante prise d'otages. 
Les dirigeants de la télévision publique suédoise se montrèrent mécontents des coûts élevés de l'organisation et voulurent partager équitablement les frais entre tous les pays participants. Mais les pourparlers avec ces derniers échouèrent et la SR dut régler seule la facture. Des vives protestations eurent lieu ensuite dans l'opinion publique suédoise, à l'annonce des sommes dépensées. Des opposants dénoncèrent le caractère commercial du concours et tinrent en parallèle un festival alternatif à Stockholm.
Le tirage au sort des ordres de passage eut lieu le 24 janvier 1975, au siège de l'UER, à Genève. Les répétitions débutèrent le mercredi 19 mars 1975, trois jours avant la finale.

## Pays participants
Dix-neuf pays participèrent au vingtième concours, un nouveau record. 
La France et Malte firent leur retour. La Turquie fit ses débuts. La Grèce se retira par mesure de protestation envers la participation de la Turquie et surtout, envers l'invasion de l'île de Chypre par l'armée turque.

## Format

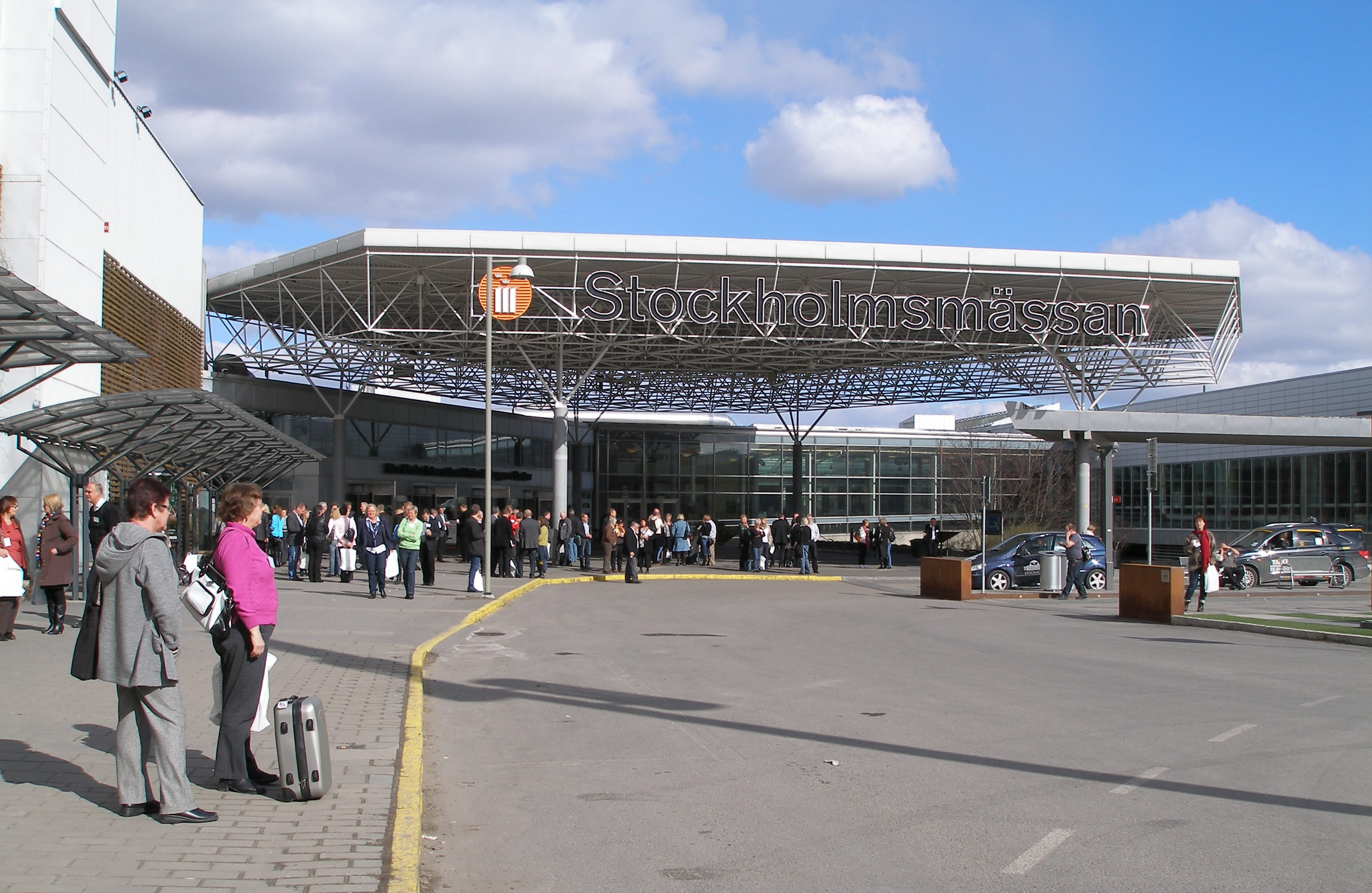
Le St Eriksmässan Älvsjö, à Stockholm.

Le concours eut lieu au St Eriksmässan Älvsjö, à Stockholm, une salle d'exposition inaugurée en 1971. 
L’orchestre était dans une fosse, au pied de la scène. Celle-ci comportait un arrière-fond bleu foncé, devant lequel étaient posés cinq panneaux mobiles de forme trapézoïdale. Ces panneaux étaient dans un dégradé de couleurs, allant du bleu foncé au blanc. Ils étaient en outre parcourus par des bandes bleu ciel, bleu foncé et argentées.
Le programme dura près de deux heures et douze minutes. Ce fut la première fois dans l'histoire du concours que la retransmission dépassa la durée de deux heures.

## Vidéo introductive et cartes postales
La vidéo introductive présenta plusieurs tableaux humoristiques, résumant différents stéréotypes sur la Suède. Furent montrés successivement un homme préhistorique portant la dépouille d'un ours, un Viking traînant sa femme par les cheveux, le roi Gustave II Adolphe mourant à la bataille de Lützen, le comte Axel de Fersen contant fleurette à la reine Marie-Antoinette, des paysans en costume folklorique, un mannequin blond posant en bikini, un supporter regardant un match de hockey sur glace et finalement, un participant à une course de ski. La vidéo se conclut par quelques vues touristiques de Stockholm.
Les cartes postales montrèrent les artistes participant à un atelier de peinture. Sur une toile blanche, ils furent amenés à se peindre eux-mêmes avec le drapeau de leur pays.

## Déroulement
La présentatrice de la soirée fut Karin Falck qui s'adressa aux téléspectateurs en suédois, en anglais et en français. Elle rencontra quelques difficultés avec ces deux langues, allant jusqu'à s'exclamer durant le vote : « How much is seven in France ? »
Elle accueillit les téléspectateurs par ces mots : « Si je ne défaille pas en vous voyant tous ainsi, c'est sans doute parce que je suis tellement heureuse de pouvoir vous souhaiter chaleureusement la bienvenue à ce Concours Eurovision de la chanson ! » Elle poursuivit en citant le sportif français Jean-Claude Killy :  « La vie n'a qu'un charme vrai et c'est celui du jeu. » Dans son introduction en anglais, elle cita le poète danois Piet Hein : « Prendre le plaisir pour simplement du plaisir / Et le sérieux, sérieusement / Montre clairement qu’aucun des deux n’est vraiment insincère. »
L'orchestre était dirigé par Mats Olsson.

## Chansons
Dix-neuf chansons concoururent pour la victoire. 
L'un des représentants irlandais, Jimmy Swarbriggs, victime de la  grippe durant les répétitions parvint à se rétablir pour la finale.
Les représentants anglais, les Shadows, étaient alors le groupe instrumental ayant remporté le plus de succès dans l'histoire du disque qui avaient déjà accompagné Cliff Richard sur la scène du concours en 1973. Lors de leur prestation, le chanteur Bruce Welch oublia les paroles de la deuxième strophe, soulignant son erreur d'un « I knew it !».
La chanson portugaise, Madrugada, était un hommage rendu à la révolution des Œillets, qui avait eu lieu l'année précédente. Les responsables du concours eurent le plus grand mal à décourager le représentant portugais, Duarte Mendes, à monter sur scène avec son uniforme et son fusil.

## Chefs d'orchestre
| Harry van Hoof (en) | Colman Pearce      | Jean Musy       | Rainer Pietsch    | Phil Coulter         | Carsten Klouman (en) |
| ------------------- | ------------------ | --------------- | ----------------- | -------------------- | -------------------- |
| - Pays-Bas          | - Irlande          | - France        | - Allemagne       | - Luxembourg         | - Norvège            |
| Peter Jacques       | Mario Rijavec (sl) | Alyn Ainsworth  | Vince Tempera     | Francis Bay          | Eldad Shrem          |
| - Suisse            | - Yougoslavie      | - Royaume-Uni   | - Malte           | - Belgique           | - Israël             |
| Timur Selçuk        | André Popp         | Ossi Runne (en) | Pedro Osório (pt) | Juan Carlos Calderón | Lars Samuelson (en)  |
| - Turquie           | - Monaco           | - Finlande      | - Portugal        | - Espagne            | - Suède              |
| Natale Massara (it) |                    |                 |                   |                      |                      |
| - Italie            |                    |                 |                   |                      |                      |

Le chef d'orchestre allemand, Rainer Pietsch, se fit particulièrement remarquer. Il frappa violemment du pied le podium, pour donner le départ de la chanson allemande.

## Entracte
Le spectacle d'entracte fut une vidéo, intitulée « The World of John Bauer ». Il s'agit d'une succession d'images, parcourant différents tableaux du peintre suédois John Bauer, tous exposés au musée de Jönköping, ville natale de l'artiste. L'accompagnement musical fut interprété en direct par l'orchestre.

## Coulisses
Durant le vote, la caméra fit plusieurs gros plans sur les artistes. Apparurent notamment Géraldine, les Shadows et Teach-In. 

## Vote
Le vote fut décidé entièrement par un panel de jurys nationaux.  Les différents jurys furent contactés par téléphone, selon l'ordre de passage des pays participants.
Le système de vote fut à nouveau modifié. Les jurys étaient désormais composés de onze membres. Six devaient avoir entre 16 et 26 ans, cinq entre 26 et 55 ans. Chaque juré devait attribuer entre un et cinq points à chaque chanson (sauf celle de son pays). Il lui était interdit de s'abstenir. 
Le président du jury devait ensuite additionner les points des jurés et classer les chansons selon ces résultats. Les dix chansons préférées des jurés recevaient alors dans l'ordre 12, 10, 8, 7, 6, 5, 4, 3, 2 et 1 point de la part du jury. Les résultats furent énoncés oralement, selon l'ordre de passage des pays participants. 
Les premiers "douze points" de l'histoire du concours furent attribués par les Pays-Bas au Luxembourg.
Cette nouvelle procédure se révéla plus longue, mais plus juste et plus excitante dans son déroulement. Ce système de vote a connu de légères modifications dans l'énonciation des résultats, en 1980, en 2006, et en 2016, année depuis laquelle les points attribués par pays sont doublés, employant un classement pour le jury et un classement pour le public.  
Le superviseur délégué sur place par l'UER fut Clifford Brown.
Le vote ne connut que deux hiatus. Premièrement, une communication difficile à établir avec le jury israélien à Jérusalem. Deuxièmement, un problème d'affichage momentané du tableau. Lorsque la porte-parole du jury monégasque attribua trois points à la Turquie, ceux-ci furent affichés en lieu et place du score israélien. La correction prit de longs instants, poussant Karin Falck à plaisanter : « I think we'll have to write it on a paper ! »
Le Luxembourg prit la tête du vote, avant d'être rapidement dépassé par le Royaume-Uni. Ceux-ci furent rattrapés par les Pays-Bas, lorsque le jury anglais attribua ses "douze points" à la chanson néerlandaise. Ce n'est qu'à la fin du vote que les Pays-Bas prirent définitivement l'avantage.

## Résultats
Ce fut la quatrième victoire des Pays-Bas. Ce fut la première fois dans l'histoire du concours que la chanson interprétée en premier lieu remporta la victoire. 
Les auteurs et compositeurs de Ding-a-dong, Wil Luikinga, Eddy Owens et Dick Bakker reçurent la médaille du grand prix, des mains de Henrik Hahr, secrétaire-général de l’UER. Karin Falck conclut la retransmission sur ces mots : « Quelque part au fond de nous, nous sommes toujours ensemble. Bonsoir ! »
La Turquie devint le cinquième pays de l'histoire du concours à terminer à la dernière place lors de ses débuts, après l'Autriche, en 1957 ; Monaco, en 1959 ; le Portugal, en 1964 et Malte, en 1971.
| Ordre | Pays        | Artiste(s)          | Chanson                        | Langue               | Place | Points |
| ----- | ----------- | ------------------- | ------------------------------ | -------------------- | ----- | ------ |
| 01    | Pays-Bas    | Teach-In            | Ding-a-dong                    | Anglais              | 1     | 152    |
| 02    | Irlande     | The Swarbriggs      | That's What Friends Are For    | Anglais              | 9     | 68     |
| 03    | France      | Nicole Rieu         | Et bonjour à toi l'artiste     | Français             | 4     | 91     |
| 04    | Allemagne   | Joy Fleming         | Ein Lied kann eine Brücke sein | Allemand, anglais    | 17    | 15     |
| 05    | Luxembourg  | Géraldine           | Toi                            | Français             | 5     | 84     |
| 06    | Norvège     | Ellen Nikolaysen    | Touch My Life (With Summer)    | Anglais              | 18    | 11     |
| 07    | Suisse      | Simone Drexel       | Mikado                         | Allemand             | 6     | 77     |
| 08    | Yougoslavie | Pepel In Kri        | Dan ljubezni                   | Slovène              | 13    | 22     |
| 09    | Royaume-Uni | The Shadows         | Let Me Be The One              | Anglais              | 2     | 138    |
| 10    | Malte       | Renato (en)         | Singing This Song              | Anglais              | 12    | 32     |
| 11    | Belgique    | Ann Christy         | Gelukkig zijn                  | Néerlandais, anglais | 15    | 17     |
| 12    | Israël      | Shlomo Artzi        | At Va'Ani (את ואני)            | Hébreu               | 11    | 40     |
| 13    | Turquie     | Semiha Yankı        | Seninle bir dakika             | Turc                 | 19    | 3      |
| 14    | Monaco      | Sophie              | Une chanson c'est une lettre   | Français             | 13    | 22     |
| 15    | Finlande    | Pihasoittajat (en)  | Old Man Fiddle                 | Anglais              | 7     | 74     |
| 16    | Portugal    | Duarte Mendes (en)  | Madrugada                      | Portugais            | 16    | 16     |
| 17    | Espagne     | Sergio y Estíbaliz  | Tú volverás                    | Espagnol             | 10    | 53     |
| 18    | Suède H T   | Lars Berghagen      | Jennie, Jennie                 | Anglais              | 8     | 72     |
| 19    | Italie      | Wess et Dori Ghezzi | Era                            | Italien              | 3     | 115    |

## Anciens participants
| Artiste          | Pays    | Année(s) précédente(s)                       |
| ---------------- | ------- | -------------------------------------------- |
| Ellen Nikolaysen | Norvège | 1973, 1974 (comme membre des Bendik Singers) |

Ellen Nikolaysen partage avec Lys Assia, Corry Brokken et Udo Jürgens, la distinction d'avoir participé au concours, trois années consécutives.

## Tableau des votes
| Drapeau des Pays-Bas                              | Drapeau de l'Irlande | Drapeau de la France | Drapeau de l'Allemagne | Drapeau du Luxembourg | Drapeau de la Norvège | Drapeau de la Suisse | Drapeau de la République fédérative socialiste de Yougoslavie | Drapeau du Royaume-Uni | Drapeau de Malte | Drapeau de la Belgique | Drapeau d’Israël | Drapeau de la Turquie | Drapeau de Monaco | Drapeau de la Finlande | Drapeau du Portugal | Drapeau de l'Espagne | Drapeau de la Suède | Drapeau de l'Italie | Total |     |
| Pays                                              |                      |                      |                        |                       |                       |                      |                                                               |                        |                  |                        |                  |                       |                   |                        |                     |                      |                     |                     |       |     |
| Pays-Bas                                          |                      | 8                    | 5                      | 8                     | 10                    | 12                   | 6                                                             | 8                      | 12               | 12                     | 3                | 12                    | 4                 | 10                     | 10                  | 7                    | 12                  | 12                  | 1     | 152 |
| Irlande                                           | 6                    |                      | 6                      | –                     | –                     | 4                    | 7                                                             | 1                      | 6                | 4                      | 12               | –                     | –                 | –                      | 1                   | 4                    | 3                   | 10                  | 4     | 68  |
| France                                            | 8                    | 12                   |                        | –                     | –                     | –                    | 3                                                             | –                      | 8                | 7                      | 2                | 7                     | 1                 | 7                      | –                   | 12                   | 8                   | 8                   | 8     | 91  |
| Allemagne                                         | –                    | –                    | –                      |                       | 8                     | –                    | –                                                             | –                      | –                | 3                      | –                | –                     | –                 | –                      | –                   | –                    | 4                   | –                   | –     | 15  |
| Luxembourg                                        | 12                   | 10                   | 3                      | –                     |                       | –                    | –                                                             | 7                      | 3                | 5                      | –                | 6                     | 5                 | –                      | 5                   | 8                    | 6                   | 4                   | 10    | 84  |
| Norvège                                           | 2                    | –                    | –                      | –                     | –                     |                      | –                                                             | –                      | –                | –                      | –                | –                     | –                 | 2                      | –                   | –                    | –                   | –                   | 7     | 11  |
| Suisse                                            | 7                    | 2                    | 10                     | 6                     | 2                     | 1                    |                                                               | –                      | 5                | 6                      | 8                | –                     | 7                 | 5                      | 4                   | 2                    | –                   | –                   | 12    | 77  |
| Yougoslavie                                       | 3                    | 4                    | –                      | 2                     | –                     | –                    | –                                                             |                        | –                | –                      | 5                | –                     | –                 | –                      | –                   | 1                    | –                   | 7                   | –     | 22  |
| Royaume-Uni                                       | 4                    | 3                    | 12                     | 10                    | 12                    | 7                    | 8                                                             | 12                     |                  | 8                      | 10               | 10                    | –                 | 12                     | 7                   | 5                    | 10                  | 5                   | 3     | 138 |
| Malte                                             | 1                    | –                    | 8                      | –                     | 5                     | 2                    | 4                                                             | 2                      | –                |                        | 7                | 1                     | 2                 | –                      | –                   | –                    | –                   | –                   | –     | 32  |
| Belgique                                          | 5                    | –                    | –                      | 7                     | –                     | –                    | –                                                             | 3                      | –                | –                      |                  | –                     | –                 | –                      | –                   | –                    | –                   | 2                   | –     | 17  |
| Israël                                            | 10                   | 1                    | 1                      | 1                     | 1                     | 5                    | 2                                                             | –                      | 1                | –                      | 1                |                       | 6                 | –                      | 3                   | –                    | –                   | 6                   | 2     | 40  |
| Turquie                                           | –                    | –                    | –                      | –                     | –                     | –                    | –                                                             | –                      | –                | –                      | –                | –                     |                   | 3                      | –                   | –                    | –                   | –                   | –     | 3   |
| Monaco                                            | –                    | –                    | –                      | 3                     | 4                     | –                    | –                                                             | –                      | 2                | 1                      | –                | 2                     | –                 |                        | 2                   | 3                    | –                   | –                   | 5     | 22  |
| Finlande                                          | –                    | 5                    | –                      | 12                    | 6                     | 10                   | 12                                                            | 5                      | 4                | –                      | –                | 8                     | –                 | 8                      |                     | –                    | 1                   | 3                   | –     | 74  |
| Portugal                                          | –                    | –                    | 2                      | –                     | –                     | –                    | –                                                             | –                      | –                | –                      | –                | –                     | 12                | –                      | –                   |                      | 2                   | –                   | –     | 16  |
| Espagne                                           | –                    | 7                    | –                      | 5                     | –                     | 3                    | 5                                                             | 4                      | –                | –                      | 4                | 4                     | 3                 | 4                      | 8                   | –                    |                     | –                   | 6     | 53  |
| Suède                                             | –                    | –                    | 7                      | –                     | 7                     | 8                    | 1                                                             | 6                      | 7                | 2                      | –                | 3                     | 8                 | 6                      | 6                   | 6                    | 5                   |                     | –     | 72  |
| Italie                                            | –                    | 6                    | 4                      | 4                     | 3                     | 6                    | 10                                                            | 10                     | 10               | 10                     | 6                | 5                     | 10                | 1                      | 12                  | 10                   | 7                   | 1                   |       | 115 |
| Le tableau suit l'ordre de passage des candidats. |                      |                      |                        |                       |                       |                      |                                                               |                        |                  |                        |                  |                       |                   |                        |                     |                      |                     |                     |       |     |

## Télédiffuseurs
| Pays        | Télédiffuseur(s)        | Commentateur(s)        | Porte-parole          |
| ----------- | ----------------------- | ---------------------- | --------------------- |
| Allemagne   | ARD Deutsches Fernsehen | Werner Veigel          | ?                     |
| Allemagne   | Deutschlandfunk         | Wolf Mittler           | ?                     |
| Belgique    | RTB                     | Paule Herreman         | Staf Van Berendoncks  |
| Belgique    | RTB La Première         | Jacques Bauduin        | Staf Van Berendoncks  |
| Belgique    | BRT                     | Herman Verelst         | Staf Van Berendoncks  |
| Belgique    | BRT Radio 1             | Nand Baert & Jan Theys | Staf Van Berendoncks  |
| Espagne     | TVE1                    | José Luis Uribarri     | José María Íñigo      |
| Finlande    | YLE TV1                 | Heikki Seppälä         | Kaarina Pönniö        |
| Finlande    | YLE Radio 1             | Jertta Blomstedt       | Kaarina Pönniö        |
| France      | TF1                     | Georges de Caunes      | ?                     |
| Irlande     | RTÉ Radio 1             | John Skehan            | Brendan Balfe         |
| Irlande     | RTÉ Television          | Mike Murphy            | Brendan Balfe         |
| Israël      | Télévision Israélienne  | pas de commentateur    | Yitzhak Shim'oni      |
| Italie      | Programma Nazionale     | Silvio Noto            | Anna Maria Gambineri  |
| Luxembourg  | RTL Télé-Luxembourg     | Jacques Navadic        | ?                     |
| Luxembourg  | RTL Radio               | Camillo Felgen         | ?                     |
| Malte       | MTV                     | Norman Hamilton        | ?                     |
| Monaco      | Télé Monte Carlo        | Georges de Caunes      | Carole Chabrier       |
| Norvège     | NRK                     | John Andreassen        | Sverre Christophersen |
| Norvège     | NRK P1                  | Erik Heyerdahl         | Sverre Christophersen |
| Pays-Bas    | Nederland 1             | Willem Duys            | Dick van Bommel       |
| Portugal    | RTP1                    | Júlio Isidro           | Ana Zanatti           |
| Portugal    | RDP Antena 1            | Amadeu Meireles        | Ana Zanatti           |
| Royaume-Uni | BBC1                    | Pete Murray            | Ray Moore             |
| Royaume-Uni | BBC Radio 2             | Terry Wogan            | Ray Moore             |
| Suède       | SR TV1                  | Åke Strömmer           | Sven Lindahl          |
| Suède       | SR P3                   | Ursula Richter         | Sven Lindahl          |
| Suisse      | TSR                     | Georges Hardy          | Michel Stocker        |
| Suisse      | TV DSR                  | Theodor Haller         | Michel Stocker        |
| Suisse      | TSI                     | Giovanni Bertini       | Michel Stocker        |
| Turquie     | TRT                     | Bülend Özveren         | Bülent Osma           |
| Turquie     | TRT Radyo 1             | Şebnem Savaşçı         | Bülent Osma           |
| Yougoslavie | TVB 1                   | Milovan Ilić           | Dragana Marković      |
| Yougoslavie | TVZ 2                   | Oliver Mlakar          | Dragana Marković      |
| Yougoslavie | TVL 2                   | Tomaž Terček           | Dragana Marković      |

Le concours fut diffusé au total dans trente-quatre pays, ce compris  le Chili, la Corée du Sud, Hong Kong, l'Islande, le Japon, la Jordanie et l'Union soviétique.